# Suruahá jezik
Suruahá jezik (ISO 639-3: swx; indios do coxodoá, suruwahá, zuruahá), jezik Indijanaca Zuruahã iz brazilske države Amazonas, kojim govori oko 130 ljudi (1995 AMTB) uz rijeke Juruá, Jutaí i Purus.
Klasificira se porodici arauan. Prvi kontakt s njima ostvaren je tek 1980.

## Vanjske poveznice
- Ethnologue (14th)
- Ethnologue (15th)
- The Suruahá Language  Arhivirana inačica izvorne stranice od 8. ožujka 2021. (Wayback Machine)